# Getto w Zambrowie
Getto w Zambrowie – getto dla ludności żydowskiej utworzone przez Niemców w sierpniu 1941 roku w obrębie ulic: Świętokrzyskiej, Krzywej i Białostockiej.

## Opis
Po wybuchu wojny niemiecko-sowieckiej i zajęciu Zambrowa przez wojska III Rzeszy, już lipcu 1941 Niemcy powołali Judenrat, na czele którego stanął Gerszon Srebrowicz. Miesiąc później Zambrów przeszedł pod niemiecki zarząd cywilny, którym kierował Amtskommissar Rohr. Już w sierpniu rozpoczęła się eksterminacja ludności żydowskiej Zambrowa. Pod pretekstem wyjazdu na roboty, grupę od 700 do 1000 osób wywieziono do lasu Czerwony Bór (okolice wsi Szumowo i Kołaki Kościelne) i tam zamordowano. Akcją kierował SS-Hauptsturmfuehrer Hermann Schaper. Również w sierpniu utworzono w obrębie ulic: Świętokrzyskiej, Krzywej i Białostockiej getto dla Żydów. Początkowo teren nie był ogrodzony. W getcie zgodnie z oficjalnymi szacunkami przebywało około 2000 osób. Liczba ta jednak mogła być znacznie większa (nawet do 4000), gdyż w mieście przebywało wielu uciekinierów z okolicznych miejscowości. Z powodu braku żywności i szerzących się chorób (m.in. tyfus) wiele osób zmarło. Żydzi z getta pracowali przy budowie baraków Stalagu XII E Zambrów dla jeńców radzieckich oraz drogi Białystok – Ostrów Mazowiecka.
W listopadzie 1942 na terenie koszar w Zambrowie utworzono obóz przejściowy dla Żydów z okręgu łomżyńskiego. Według różnych źródeł zgromadzono tam od 14 do 20 000 osób.
Na przełomie 1942 i 1943 getto i obóz zostały zlikwidowane. Niemcy przewieźli więźniów na stację Czyżew, a następnie do obozu zagłady w Treblince. Pod koniec stycznia 1943 około 3500 pozostałych w getcie Żydów wywieziono do obozu w Auschwitz. Część ludzi z tego transportu pozostawiono w obozie koncentracyjnym a większość skierowano od razu do komór gazowych.
Kilkunastu Żydom z getta udało się uciec, byli wśród nich bracia Stupnikowie.